# XXXI edició de la Mostra de València
La XXXI edició de la Mostra de València, coneguda oficialment com a XXXI Mostra de València - Festival Internacional de Cinema d'Acció i Aventura, va tenir lloc entre el 15 i el 23 d'octubre de 2010 a València. El nou director Salomón Castiel Abecasis, li dona un fou enfocament l'especialització del festival vers el cinema d'aventures i d'acció, encara que es manté un Panorama Mediterrani.

## Desenvolupament
Les projeccions es fan als Cines Lys. Es van projectar un total de 143 pel·lícules, de les que 70 (el 49 %) no són de països mediterranis: 16 a la secció oficial (ara oberta a països no mediterranis), 5 de l'homenatge a Wolfgang Petersen, 2 de l'homenatge a Peter Lord, 8 dedicades al 75è aniversari de DC Comics, 16 de la "Generació Millenium" (cinema negre escandinau), 5 de la Mostra Clàssic, 8 del Panorama Mediterrani, 11 de la retrospectiva de Pierre Schoendoerffer, 28 de Cinema Valencià, 5 del cicle de Daniel Monzón, 7 de Tele 5 Cinema, 4 fete a la Ciutat de la Llum i 31 de la Mostra TV. El cartell i el logo d'aquesta edició serien fets per Javier Mariscal i el pressupost fou de 1.826.824 euros.
La inauguració es va fer al Teatre Principal i fou presentada per Óscar Forés i Carolina Bang. Hi van assistir Álex de la Iglesia i Antonio Isasi Isasmendi, que faran entrega de la Palmera d'Or a Wolfgang Petersen i al canal de televisió Fox TV. Hi van assistir Marina San José, Fernando Tejero, Diego Peretti, Daniel Monzón, Gustavo Salmerón, Nacho Vigalondo i Juanjo Puirgcorbé. En acaba la cerimònia es va projectar Stone de John Curran.
La clausura també es va fer al Teatre Principal i fou presentada per Leticia Dolera i Àlex Gadea. Es va entregar una Palmera d'Or honorífica a Peter Lord. Hi van assistir els protagonistes de la pel·lícula guanyadora (llevat Jackie Chan), així com Carlos Bardem, Rubén Ochandiano, Santiago Tabernero, Marta Belenguer, Sigfrid Monleón i Paco Plaza. Com a sorpresa, després de projectar una versió remasteritzada de Psicosi es van oferir uns minuts d'El Capitán Trueno y el Santo Grial (2011), amb la presència de la protagonista femenina Natasha Yarovenko (Sigrid).

## Pel·lícules exhibides

### Secció oficial
- 12 passes sense cap, la llegenda d'un pirata de Sven Taddicken [8]
- Jerry Cotton de Cyrill Boss i Philipp Stennert
- Boogie, el aceitoso de Gustavo Cova
- Stone de John Curran
- En el centre de la tempesta de Bertrand Tavernier
- The Other Guys d'Adam McKay
- Els perdedors de Sylvain White
- The Town: ciutat de lladres de Ben Affleck
- Tête de turc de Pascal Elbé
- La Lisière de Géraldine Bajard
- El cas Farewell de Christian Carion
- Au fond des bois de Benoît Jacquot
- Victorio d'Álex Noppel
- Periferic de Bogdan George Apetri
- Da bing xiao jiang de Ding Sheng

### Panorama Mediterrani
- Le dernier Safar de Djamel Azizi
- Bestezuelas de Carlos Pastor
- Els seductors de Pascal Chaumeil
- Le Café du pont de Manuel Poirier
- Cosa voglio di più de Silvio Soldini
- O Estranho Caso de Angélica de Manoel de Oliveira
- Djavolja varoš de Vladimir Paskaljević
- Kars Öyküleri d'Özcan Alper, Zehra Derya Koç, Ülkü Oktay, Ahu Öztürk i Emre Akay

### Mostra Clàssica
- Riu sense retorn d'Otto Preminger
- Els contrabandistes de Moonfleet (1955) de Fritz Lang
- Moby Dick (1956) de John Huston
- Camins de glòria (1957) de Stanley Kubrick
- Els víkings (1958) de Richard Fleischer
- Les dents del diable (1960) de Nicholas Ray
- Deliverance (1972) de John Boorman
- Pat Garret i Billy el Nen (1973) de Sam Peckinpah

### Generació Millenium
- Solstorm de Leif Lindblom (2007) -[9]
- Les maresmes de Baltasar Kormákur (2006)
- Roseanna de Daniel Alfredson (1993)
- Steget efter de Birger Larsen (2005) -
- Diners fàcils de Daniel Espinosa (2008)
- Varg Veum: Falne engler de Morten Tyldum (2008)
- Kim Novak badade aldrig i Genesarets sjö (2005) de Martin Asphaug
- Ormens väg på hälleberget de Bo Widerberg (1986)
- Beck: L'ull de la tempesta (2005) de Harald Hamrell
- Reykjavík-Rotterdam (2008) d'Óskar Jónasson
- Den Serbiske Dansker (2001) de Jacob Grønlykke
- Salige er de som tørster (1997) de Carl Jørgen Kiønig
- L'ull d'Eva (1999) de Berit Nesheim
- Sprickorna i muren (2003) de Jimmy Karlsson
- La noia del llac (2007) d'Andrea Molaioli
- Ulvenatten (2008) de Kjell Sundvall

### Homenatges i cicles
A Wolfgang Petersen
- El submarí (1981)
- La nit dels vidres trencats (1991)
- La tempesta perfecta (2000)
- Troia (2004)
- Posidó (2006)

75 anys de DC Comics
- Superman: The movie (1978) de Richard Donner
- Superman: The Richard Donner Cut (1978)
- Superman returns (2006) de Bryan Singer
- Batman (1989) de Tim Burton
- El retorn de Batman (1992) de Tim Burton
- Batman Begins (2005) de Christopher Nolan
- El cavaller fosc (2008) de Christopher Nolan
- Sherlock Holmes (2009) de Guy Ritchie
- V de Vendetta (2005) de James McTeigue

Producciones Telecinco
- Torremolinos 73
- Alatriste
- The Oxford Murders

A Daniel Monzón
- Desvío al paraíso (1994)
- El corazón del guerrero (1999)
- El robo más grande jamás contado (2002)
- La caixa Kovak (The Kovak Box) (2007)
- Celda 211 (2009)

A Pierre Schoendoerffer
- La Passe du diable (1958)
- Ramuntcho (1959)
- Pêcheur d'Islande
- La 317e Section (1965)
- Objectif 500 millions (1966)
- La Section Anderson (1967)
- Le Crabe-Tambour (1977)
- L'Honneur d'un capitaine (1982)
- Réminiscence ou la Section Anderson 20 ans après (1989)
- Diên Biên Phu (1992)
- Là-haut, un roi au-dessus des nuages (2004)

## Jurat
En aquesta edició no hi hagué jurat per la secció oficial, només per la Secció Cinema Valencià, format per Carmen Chaves Gastaldo, Eva Peydró i Freddy Mas Franqueza.

## Premis
- Premi del Públic de la Secció Oficial (40.000 euros): Da bing xiao jiang de Ding Sheng[12]
- Premi de la Crítica de la Secció Oficial: El cas Farewell de Christian Carion
- Premi del Públic del Panorama Mediterrani (18.000 euros): Bestezuelas de Carlos Pastor
- Premi de la Crític del Panorama Mediterrani: Els seductors de Pascal Chaumeil
- Premi al millor llargmetratge de Mostra Cinema Valencià (15.000 euros): 9 meses, de Miguel Perelló[13]
- Millor interpretació masculina Mostra Cinema Valencià: José Luis García Pérez, per El criminal de Carles Vila
- Millor interpretació femenina Mostra Cinema Valencià: Candela Fernández, per Donde el olor del mar no llega de Lilian Rosado
- Millor guió de Mostra Cinema Valencià: Luis Marías Amondo per El criminal
- Premi al millor telefilm de Mostra Cinema Valencià (20.000 euros): El criminal de Carles Vila
- Premi al millor sèrie de Mostra Cinema Valencià: Unió Musical Da Capo
- Premi al millor documental de Mostra Cinema Valencià (10.000 euros): A la sombra de las cuerdas, de Benoit Bodlet, Chechu García Berlanga i Annabelle Ameline.
- Millor direcció de Mostra Cinema Valencià: Carles Vila per El criminal
- Millor música Mostra Cinema Valencià: Constantino Martínez-Orts per El criminal
- Millor fotografia de Mostra Cinema Valencià: Sebastián Hernandis i José Manuel Herrero, per Mares & Océanos
- Premi al millor curtmetratge de Mostra Cinema Valencià (10.000 euros): El cine español, de César Sabater
- Menció Especial del Jurat: El anuncio de la modernidad: los míticos Estudios Moro, de Lluís Fernández